# Klostermarienberg
Klostermarienberg (ungarisch Klastrom, Borsmonostor; kroatisch Kloštar) ist ein Ortsteil in der Gemeinde Mannersdorf an der Rabnitz im Burgenland in Österreich, der nach dem Kloster Marienberg benannt wurde. Das Dorf war bis 1894 unter seinem ungarischen Ortsnamen Klastrom bekannt.

## Geschichte

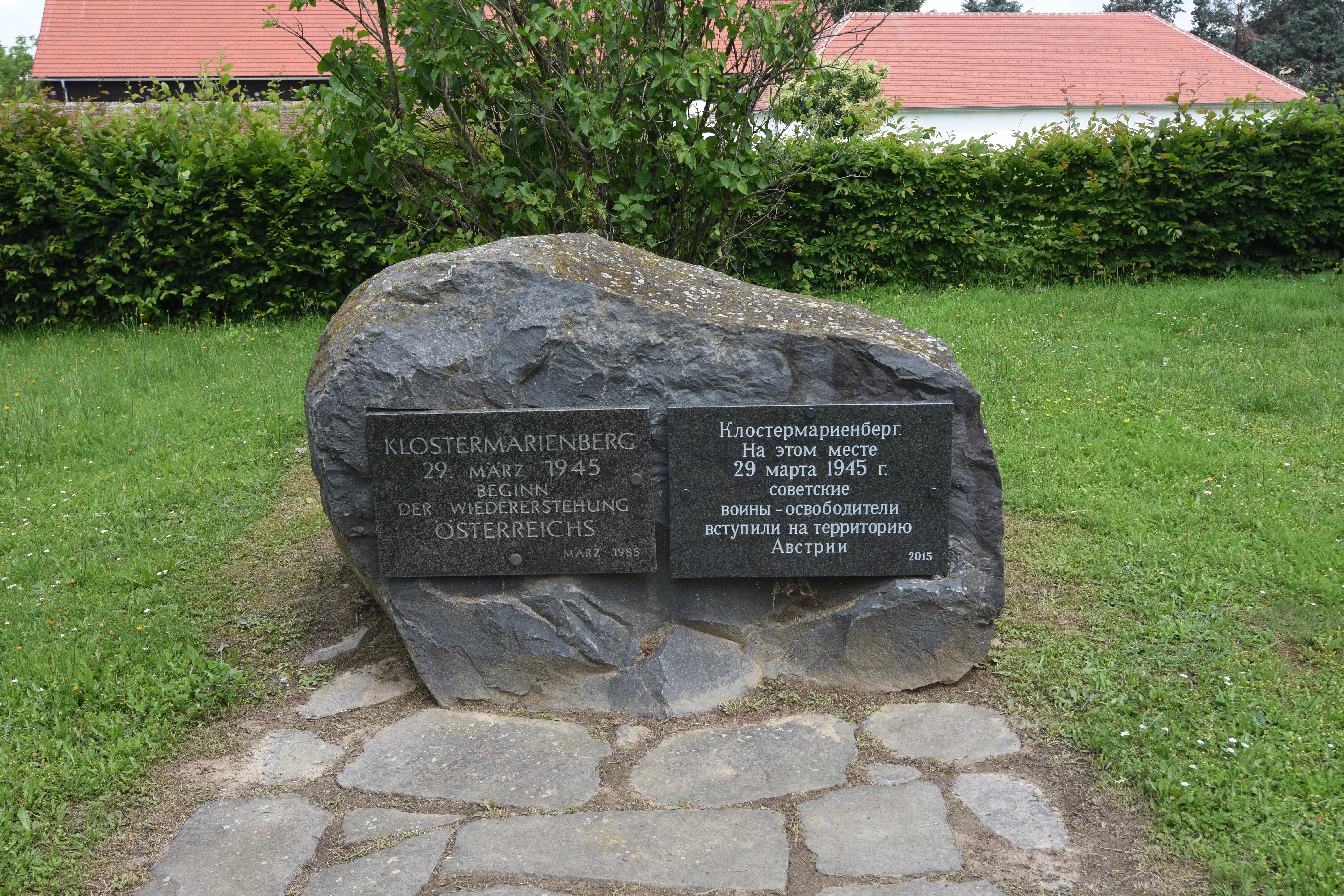
Gedenkstätte Zweiter Weltkrieg

Erste Besiedelungsspuren reichen bis in die Steinzeit zurück.
Am nördlichen Rabnitzufer, etwa 400 m nordöstlich des Ortes, wurden spätlatènezeitliche (190 v. Ch. bis Christi Geburt) Funde lokalisiert. Grabungen von 1972 bis 1975 durch das Landesmuseum Burgenland ergaben Silbermünzen, Keramiken, eine Glasperle sowie große Mengen von Eisenschlacke und geröstetem Erz. Mehrere Kuppelöfen vom Typ „eingetiefter Burgenländischer Rennofen“ wurden freigelegt, einer davon ist im Landesmuseum ausgestellt. Die Funde sind in die letzten Jahrzehnte v. Chr. zu datieren. Aus späterer Zeit stammt ein römischer Grabstein.
Die 1197 durch Dominik Bors, den Banus von Slawonien, aufgrund eines Gelübdes bei einem Kreuzzug gegründete Zisterzienserabtei Marienberg war ein Tochterkloster von Stift Heiligenkreuz aus der Filiation von Morimond. Sie wurde erstmals um 1240 und erneut um 1440 beschädigt. Im Jahr 1532 wurde sie während der Türkeneinfälle zerstört und bald danach von den Mönchen verlassen. In der Folge wurde die Abtei als Steinbruch benutzt.
Im Jahr 1680 wurde das Kloster Marienberg von Zisterziensermönchen aus Lilienfeld im Auftrag von Abt Matthäus Kolweiß wieder errichtet und war bis 1865 eine Propstei; bis zu drei Mitbrüder waren dort stationiert. Der Neubau der Pfarrkirche Klostermarienberg und der Propstei erfolgte zwischen 1741 und 1780, im Kreuzgang befinden sich Reste des mittelalterlichen Baus. Bis heute wird die Pfarre vom Stift Lilienfeld betreut. Der Pfarrer trägt den Amtstitel Superior.
Am 29. März 1945 drang die Rote Armee im Raum Klostermarienberg erstmals auf österreichisches Gebiet (damals deutsches Reichsgebiet) vor.
Die Ortschaft Klostermarienberg ist auch wegen des Obstbaues bekannt. Rund um den Ort befinden sich umfangreiche Apfel- und Pfirsich-Plantagen. Jährlich findet am 26. Oktober, dem österreichischen Nationalfeiertag, ein Kastanienfest statt.

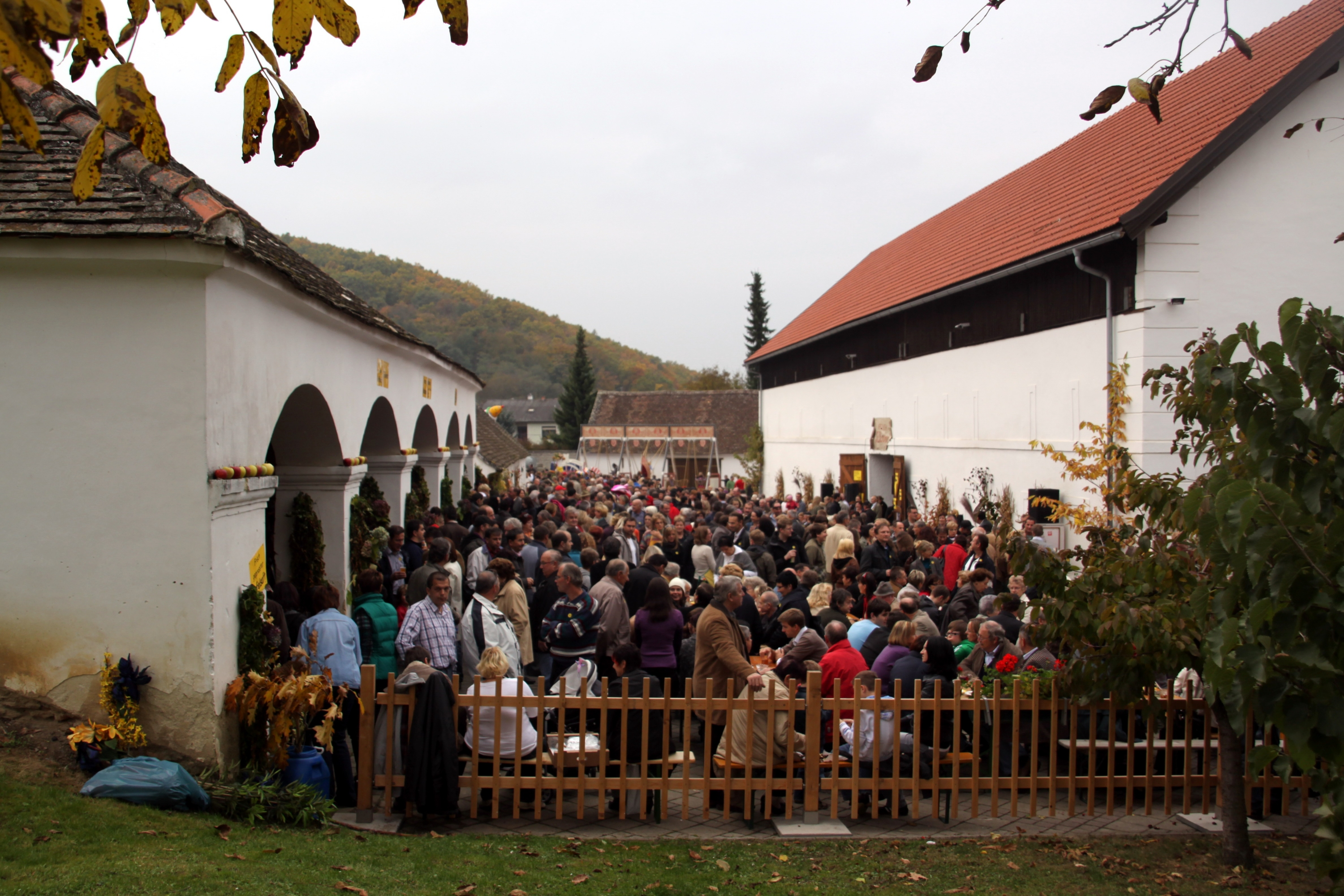
Das Kastanienfest zieht alljährlich zahlreiche Besucher an
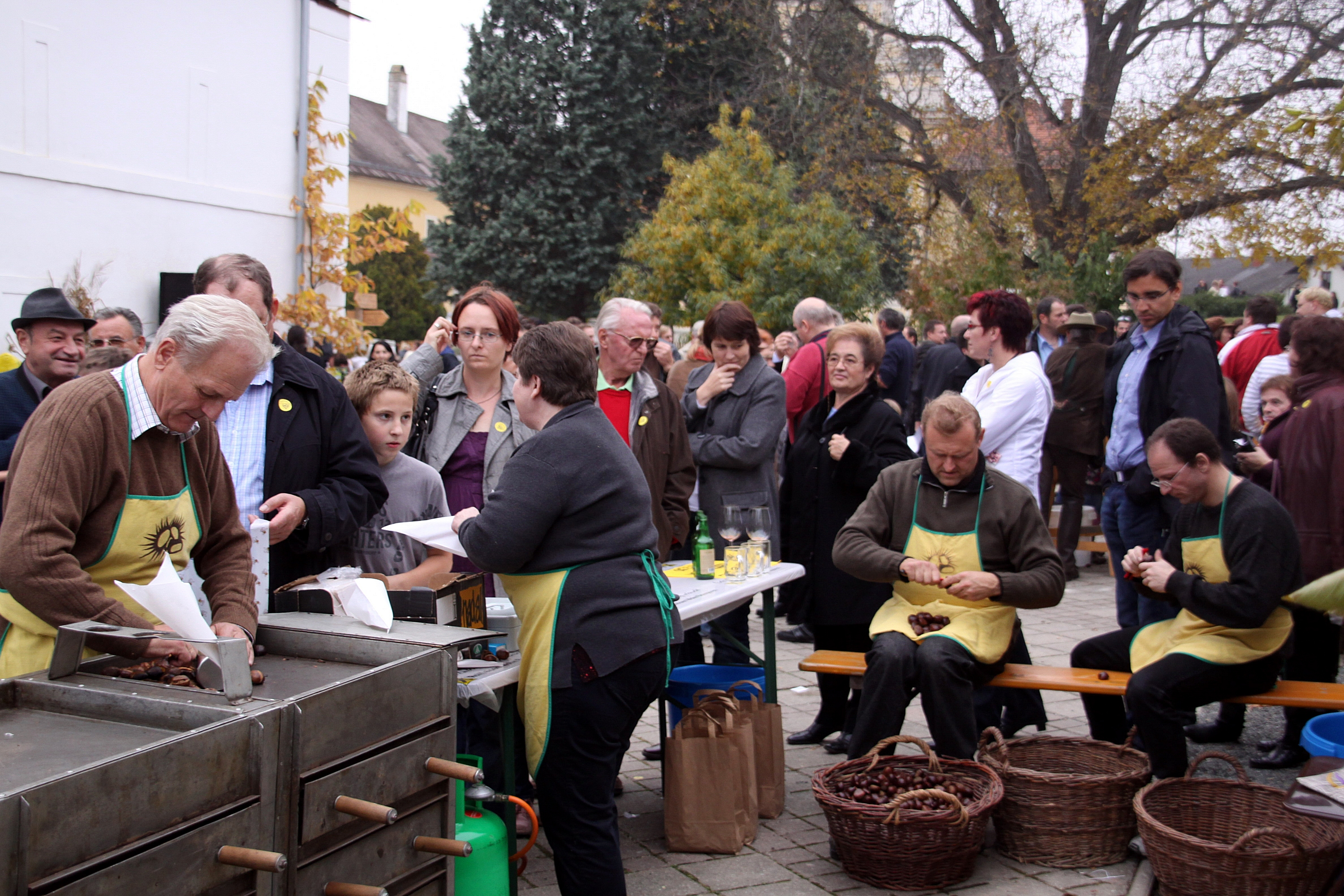
Die gerösteten Edelkastanien stehen im Mittelpunkt
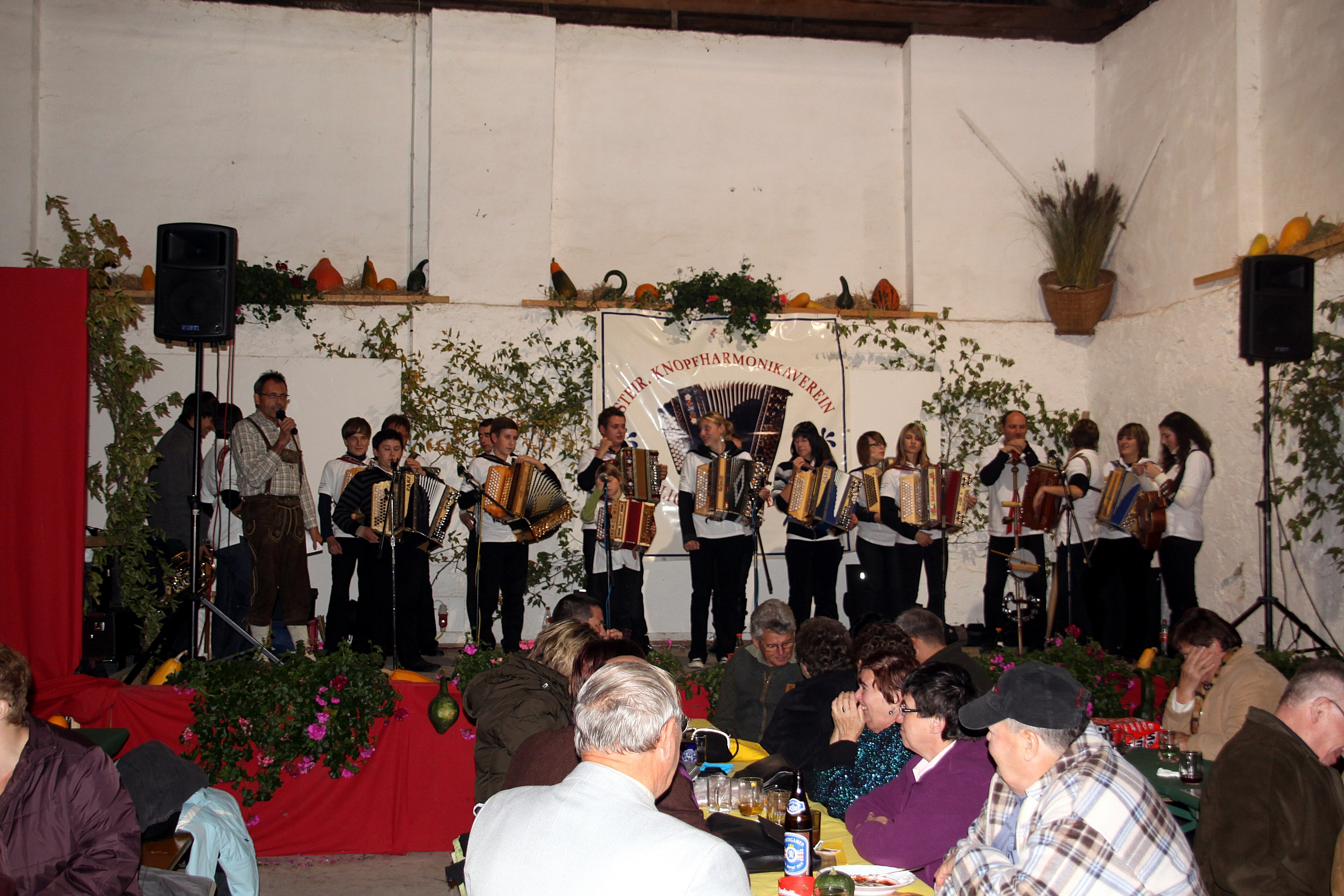
Volkstümliche Musik sorgt für das Rahmenprogramm
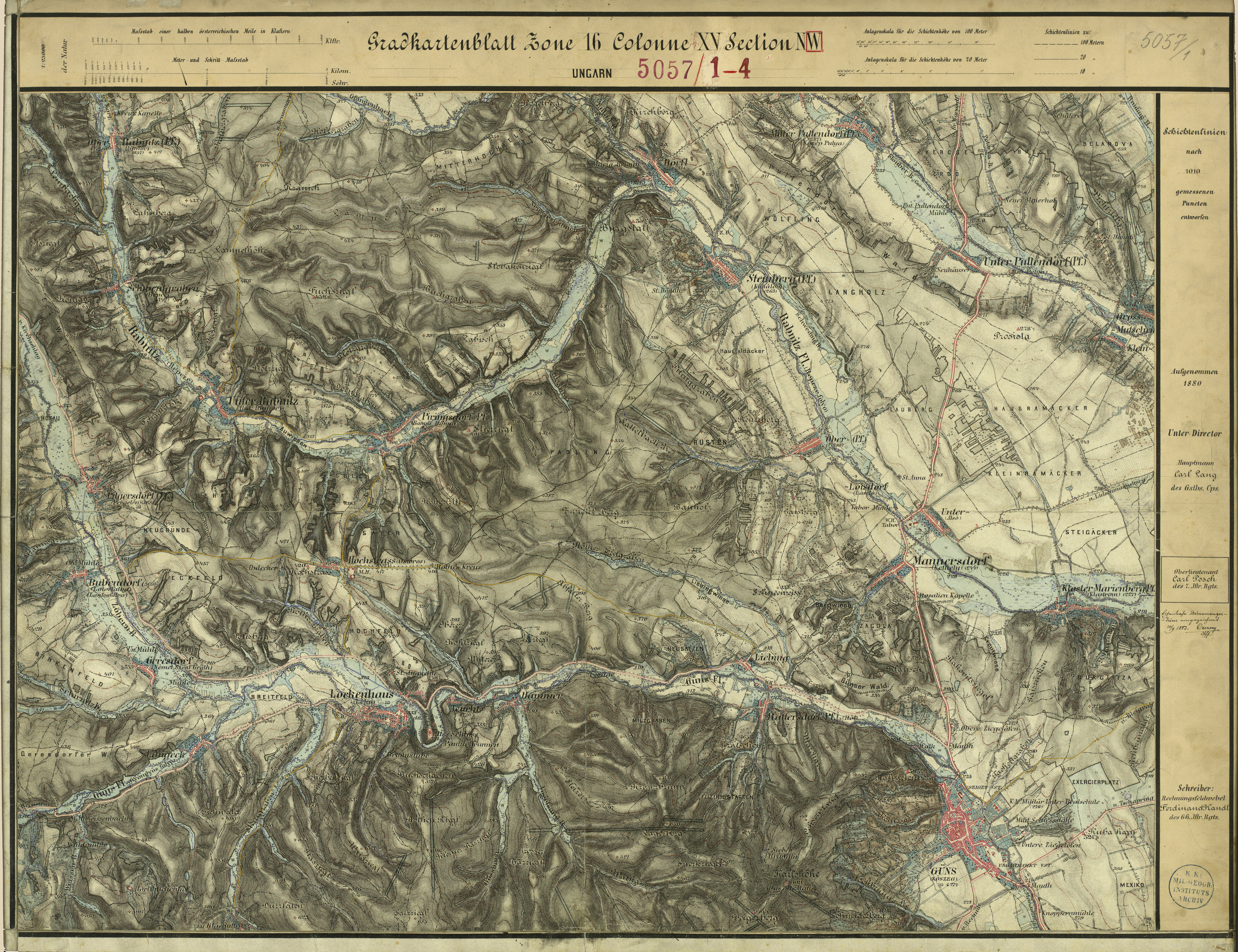
Kloster Marienberg (rechts außen) um 1880 (Aufnahmeblatt der Landesaufnahme)

## Persönlichkeiten
Stefan Trenovatz (* 28. Juni 1912 in Klostermarienberg; † 29. Dezember 2004), Bürgermeister der Gemeinde Klostermarienberg 1950–1970.
Der Landwirt, Ökonomierat Stefan Trenovatz war dazu Abgeordneter zum Burgenländischen Landtag 1953–1970, Mitglied des Bundesrates der SPÖ vom 17. Juni 1970 bis 31. Dezember 1973, und Vorsitzender des Bundesrates vom 1. Juli 1973 bis 31. Dezember 1973.

## Kunst im Kloster
Unter dem Titel „KiK - Kunst im Kloster“ dient das Kloster auch Ausstellungen und musealen Zwecken.

## Hundemuseum
Das Kloster beherbergte das Europäische Hundemuseum, das aus der Sonderausstellung „Mensch & Hund – eine Beziehungsgeschichte“ entstanden ist, die im Jahr 2001 im Kloster Marienberg gezeigt wurde. Es ist jedoch seit 2014 geschlossen.